# Ruder-Weltmeisterschaften 1996
Die Ruder-Weltmeisterschaften 1996 wurden vom 5. bis 11. August 1996 auf einem See im Strathclyde Country Park nahe der Stadt Glasgow, Schottland unter dem Regelwerk des Weltruderverbandes (FISA) ausgetragen. Die 14 olympischen Bootsklassen wurden wegen der olympischen Ruderregatta 1996 in Atlanta nicht ausgetragen, so dass lediglich in den 10 nichtolympischen Bootsklassen die Ruder-Weltmeister ermittelt wurden. Wegen des kleinen Meldefeldes wurden die Weltmeisterschaften zusammen mit denen der Junioren ausgerichtet.

## Ergebnisse
Hier sind die Medaillengewinner aus den A-Finals aufgelistet. Diese waren mit sechs Booten besetzt, die sich über Vor- und Hoffnungsläufe sowie Halbfinals für das Finale qualifizieren mussten. Die Streckenlänge betrug in allen Läufen 2000 Meter.

### Männer
| Bootsklasse                                  | Gold | Gold    | Silber | Silber  | Bronze | Bronze  |
| -------------------------------------------- | --- | ------- | --- | ------- | --- | ------- |
| Leichtgewichts-Einer (LM1x)                  | Dänemark Karsten Nielsen | 7:35,72 | Tschechien Tomas Kacovsky | 7:36,01 | Finnland Heikki Haavikko | 7:37,15 |
| Leichtgewichts-Doppelvierer (LM4x)           | Italien Lorenzo Bertini Paolo Pittino Franco Sancassani Massimo Guglielmi                                                                 | 6:10,11 | Deutschland Oliver Ibielski Alexander Lutz Andreas Lutz Frank Mager                                                                                            | 6:11,53 | Frankreich Frederic Ceresoli Frédéric Dufour Thierry Richard Pascal Touron                                                              | 6:11,82 |
| Leichtgewichts-Zweier ohne Steuermann (LM2-) | Dänemark Thomas Ebert Bo Helleberg | 7:06,34 | Irland Neville Maxwell Tony O’Connor | 7:09,25 | Deutschland Tobias Müller Oliver Rau | 7:10,73 |
| Zweier mit Steuermann (M2+)                  | Frankreich Luc Prevot Yannick Schulte Christophe Tellier (Stm.)                                                                           | 7:18,26 | Rumänien Dimitrie Popescu Nicolae Țaga Dumitru Răducanu (Stm.)                                                                                                 | 7:18,96 | Niederlande Remco Schnieders Leofwin Visman Chun Wei Cheung (Stm.)                                                                      | 7:22,33 |
| Vierer mit Steuermann (M4+)                  | Rumänien Dorin Alupei Claudiu Marin Iulică Ruican Viorel Talapan Alexei Răducanu (Stm.)                                                   | 6:25,74 | Tschechien Dušan Businský Michal Dalecký Pavel Malinsky Lubomir Skalicky Oldřich Hejdušek (Stm.)                                                               | 6:26,76 | Russland Wladimir Andrejew Alexander Litwinzew Gennadi Mulitsa Jewgeni Owtscharow Alexey Mitienko (Stm.)                                | 6:28,17 |
| Leichtgewichts-Achter (LM8+)                 | Deutschland Andreas Bech Matthias Edeler Dirk Jenny Stefan Locher Marcus Mielke Teja Töpfer Vladimir Vukelic Uwe Maerz Klaus Klotz (Stm.) | 5:55,06 | Dänemark Jens Christensen Thomas Croft Wilhelm Drewel Jorn Hamdorf Morten Hansen Skov Søren Henrichsen Jeppe Jensen Kollat Michael Jensen Dennis Larsen (Stm.) | 5:56,96 | Kanada Jon Beare Ross Beattie Chris Davidson Len Diplock Graham McLaren Ben Storey Bryan Thompson Edward Winchester Chris Taylor (Stm.) | 5:59,47 |

### Frauen
| Bootsklasse                                  | Gold                                                                  | Gold    | Silber                                                                       | Silber  | Bronze                                                                  | Bronze  |
| -------------------------------------------- | --------------------------------------------------------------------- | ------- | ---------------------------------------------------------------------------- | ------- | ----------------------------------------------------------------------- | ------- |
| Leichtgewichts-Einer (LW1x)                  | Rumänien Constanța Burcică                                            | 8:06,90 | Frankreich Bénédicte Dorfman-Luzuy                                           | 8:07,66 | Vereinigte Staaten Sarah Garner                                         | 8:09,74 |
| Leichtgewichts-Zweier ohne Steuerfrau (LW2-) | Vereinigte Staaten Christine Collins Ellen Minzner                    | 7:56,66 | Vereinigtes Königreich Alison Brownless Jane Hall                            | 8:02,71 | Rumänien Camelia Macoviciuc Maria Sava                                  | 8:03,31 |
| Vierer ohne Steuerfrau (W4-)                 | Vereinigte Staaten Emily Dirksen Sara Field Amy Turner Rosana Zegarra | 6:49,48 | Rumänien Liliana Gafencu Doina Ignat Elisabeta Lipă Mărioara Popescu         | 6:51,36 | Deutschland Claudia Barth Gerte John Doreen Martin Lenka Wech           | 6:55,15 |
| Leichtgewichts-Vierer ohne Steuerfrau (LW4-) | Volksrepublik China Bili Liu Mei Ling Liu Fang Wang Aifang Zhong      | 7:08,56 | Vereinigtes Königreich Patricia Corless Robyn Morris Malindi Myers Jo Nitsch | 7:09,55 | Vereinigte Staaten Kari Green Julie McCleery Whitney Post Sarah Simmons | 7:11,10 |

## Medaillenspiegel
| Platz | Land                   | Gold | Silber | Bronze | Gesamt |
| ----- | ---------------------- | ---- | ------ | ------ | ------ |
| 1     | Rumänien               | 2    | 2      | 1      | 5      |
| 2     | Dänemark               | 2    | 1      |        | 3      |
| 3     | Vereinigte Staaten     | 2    |        | 2      | 4      |
| 4     | Deutschland            | 1    | 1      | 2      | 4      |
| 5     | Frankreich             | 1    | 1      | 1      | 3      |
| 6     | Volksrepublik China    | 1    |        |        | 1      |
| 6     | Italien                | 1    |        |        | 1      |
| 8     | Tschechien             |      | 2      |        | 2      |
| 8     | Vereinigtes Königreich |      | 2      |        | 2      |
| 10    | Irland                 |      | 1      |        | 1      |
| 11    | Kanada                 |      |        | 1      | 1      |
| 11    | Finnland               |      |        | 1      | 1      |
| 11    | Niederlande            |      |        | 1      | 1      |
| 11    | Russland               |      |        | 1      | 1      |
| Summe | Summe                  | 10   | 10     | 10     | 30     |